# Sarsomāt
Sarsomāt (persiska: سر سمات, سر صمد) är en ort i Iran.   Den ligger i provinsen Hormozgan, i den sydöstra delen av landet, 1 000 km sydost om huvudstaden Teheran. Sarsomāt ligger 49 meter över havet och antalet invånare är 263.
Terrängen runt Sarsomāt är huvudsakligen platt, men norrut är den kuperad.Runt Sarsomāt är det ganska glesbefolkat, med 50 invånare per kvadratkilometer. Närmaste större samhälle är Sarzeh Posht Band, 10,0 km nordost om Sarsomāt. Trakten runt Sarsomāt är ofruktbar med lite eller ingen växtlighet.